# Наконечний Михайло Петрович
Миха́йло Петро́вич Наконе́чний (нар. 5 березня 1950, Буча) — директор (з 1991) школи-інтернату у місті Буча, Заслужений вчитель України.
Депутат Київської обласної ради другого скликання

## Відзнаки
- Кавалер Ордена «За заслуги» III ступеня.
- Заслужений вчитель України.
- Відмінник освіти України.
- нагрудний знак «Василь Сухомлинський».
- Почесний громадян Бучі (2004).

## Скандали
У лютому 2014 року була викрита його «виховна» практика у школі № 5 міста Буча, коли школярів, що запізнилися на уроки або прийшли не у формі, яка не регламентована жодним актом, фотографували, а фотографії розміщували на двох дошках ганьби: «Рейд „Висплюсь — прийду“» та «Рейд „Одягаю все, що маю“», яка припинилася тільки після обурення батьків учнів.
Михайло Наконечний:
|  | Мій директор колись, не пускав нас до школи і ми стояли на холоді під школою разом з учителями, які теж спізнились, школа закривалась на ключ. А у нас у холі тепло. |